# ملك بولندا

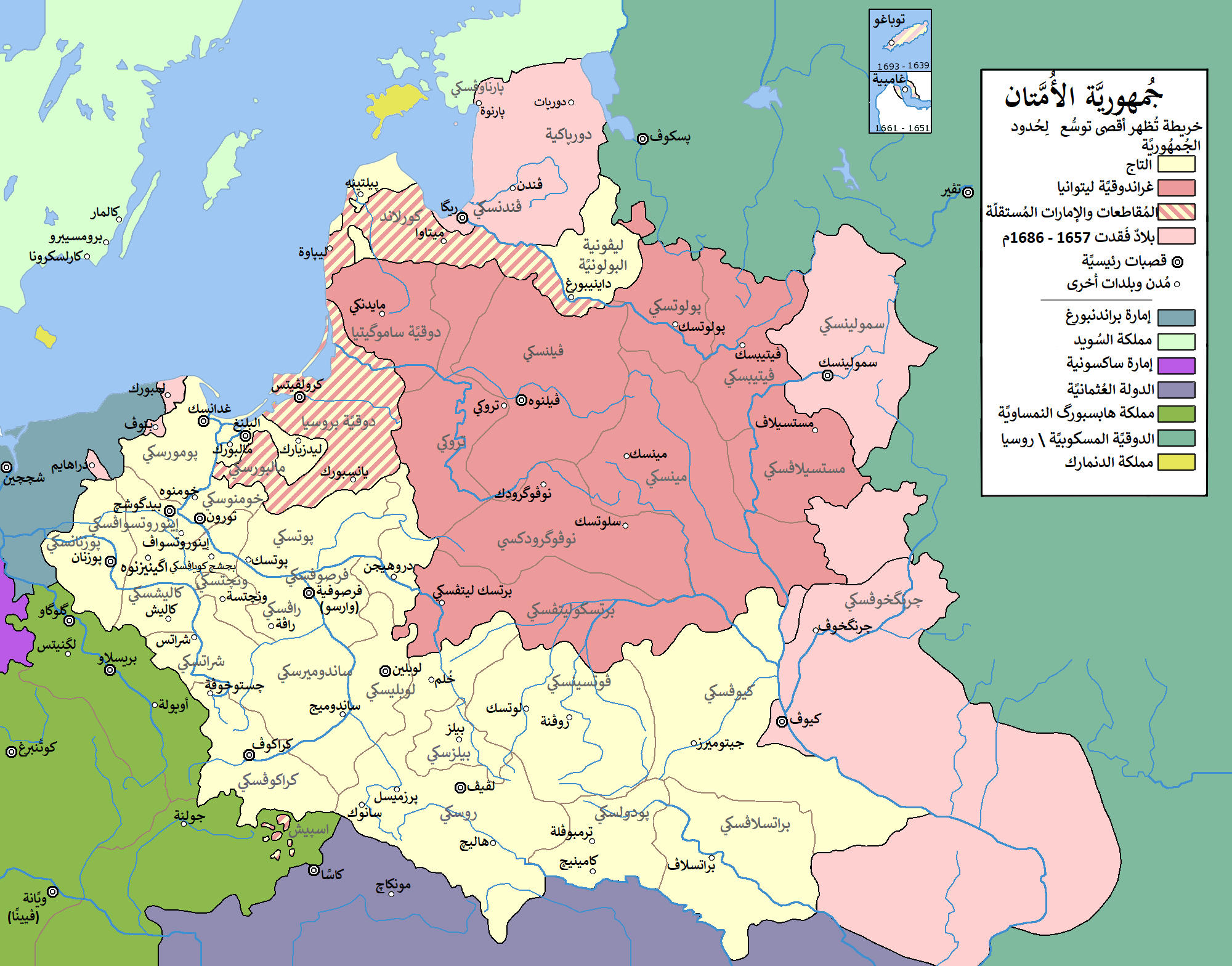
الاتحاد البولندي الليتواني في أوج قوته

حكمت بولندا في فترات تاريخية مختلفة إما بواسطة الدوقات والأمراء (من القرن العاشر حتى القرن الرابع عشر)، أو بواسطة الملوك (من القرن الحادي عشر حتى القرن الثامن عشر). وخلال الفترة الأخيرة، أصبح تقليد انتخاب الملوك سمة مميزة، مما جعل الملكية في بولندا منصبًا منتخبًا فريدًا في أوروبا (من القرن السادس عشر حتى القرن الثامن عشر).
أول حاكم بولندي يمكن التأكد من وجوده هو الدوق ميشكو الأول، الذي اعتنق المسيحية تحت سلطة الكنيسة الرومانية في عام 966. خلفه ابنه بوليسواف الأول الشجاع، الذي توسع بشكل كبير في حدود الدولة البولندية واعتلى العرش كأول ملك في عام 1025. شهدت القرون التالية صعود سلالة بياست القوية التي ضمت ملوكًا مثل ميشكو الثاني لامبرت [الإنجليزية]، وبرزيمنسلاف الثاني، ووايسواف الأول، بالإضافة إلى دوقات مثل بوليسواف الثالث. انتهت سيطرة هذه السلالة على بولندا بعد وفاة كازيمير الثالث الكبير في عام 1370، وفي نفس العام تولت سلالة أنجو-صقلية الحكم، مع لويس الأول الذي أصبح ملكًا على بولندا والمجر. وفي وقت لاحق، تزوجت ابنته يادوغا من يوغاليا، الدوق الأعظم الوثني لليتوانيا، الذي تم تعميده وتتويجه ملكًا باسم ووايسواف الثاني ياغيلو في عام 1386، ليؤسس بذلك سلالة ياغيلونيان ويوحد بولندا مع ليتوانيا.
خلال فترة حكم كازيمير الرابع ياغيلون وزغمونت الأول الكبير، شهدت بولندا ازدهارًا ثقافيًا وتطورًا حضريًا. استمر هذا العصر الذي يعرف بعصر النهضة البولندية حتى اتحاد لوبلين تحت حكم سيغيسموند الثاني أوغسطس، الذي شكل بشكل غير رسمي نهاية العصر الذهبي البولندي. بعد وفاة آخر ملك من سلالة ياغيلونيان، أصبحت الكومنولث البولندي-الليتواني ملكية انتخابية، حيث تم انتخاب معظم الحكام الأجانب مثل هنري الثالث من فرنسا، الذي شهد إدخال نظام الحرية الذهبية، وستيفن باثوري، القائد العسكري القادر الذي عزز الدولة. سعت سلالة فاسا إلى توسيع الكومنولث، حيث ازدهرت الفنون والحرف والتجارة. كان الملك سيغيسموند الثالث فاسا حاكمًا موهوبًا لكن استبداديًا إلى حد ما، وقد دفع البلاد إلى العديد من الحروب، مما أدى إلى احتلال موسكو وفقدان ليفونيا لصالح السويد. دافع ابنه ووايسواف الرابع فاسا بشراسة عن حدود الكومنولث وواصل سياسة والده حتى وفاته، على عكس يوان الثاني كازيمير الذي انتهت فترة حكمه المأساوية بتنازله عن العرش.
كانت انتخاب يوان الثالث سوبياسكي لعرش بولندا مفيدُا للكومنولث. كان سوبياسكي مخططًا عسكريًا بارعًا، وقاد قوات التحالف إلى النصر في معركة فيينا عام 1683، واستعاد جزءًا من الأراضي من الإمبراطورية العثمانية. ومع ذلك، لم تكن السنوات التي تلت ذلك بنفس القدر من النجاح. تسبب حكم سلالة ويتين الطويل وغير الفعال (أغسطس الثاني القوي وأغسطس الثالث) في وضع الكومنولث تحت تأثير ساكسونيا والإمبراطورية الروسية. كما أن الخلافات المستمرة مع النبلاء المتمردين (الشلاختا)، ومن أبرزهم ستانيلاس الأول ليشيتشينسكي وفرنسا، قللت من تأثير بولندا-ليتوانيا في المنطقة، مما أدى إلى التقسيمات التي وقعت تحت حكم الملك ستانيلاس الثاني أوغسطس، وهو ملك مستنير ولكنه غير فعال. كان آخر حاكم حقيقي لبولندا هو فريدريك أغسطس الأول دوق وارسو، الذي حاول طوال مسيرته السياسية إعادة تأهيل الدولة البولندية.
ادعى العديد من الحكام بعد الحروب النابليونية لقب ملك بولندا أو دوقها أو حاكمها، ومن بينهم الألمان (كان ملك بروسيا أيضًا هو الحاكم لدوقية بوزن بين عامي 1815 و1918)، والروس (تم تأسيس مملكة بولندا الكونغرسية في عام 1815 مع لقب ملك بولندا الذي لم يعترف به على نطاق واسع لصالح إمبراطور روسيا حتى عام 1915)، والنمساويون (كان إمبراطور النمسا حاكمًا لمملكة غاليسيا ولودوميريا بين عامي 1772 و1918، ودوقية كراكوف بين عامي 1846 و1918). تم إعلان مملكة بولندا الجديدة كدولة مستقلة في عام 1916 تحت مجلس الوصاية، لكن تم إلغاء الملكية وتأسيس سلطة جمهورية برلمانية عندما تم إعادة تشكيل بولندا كدولة ذات سيادة في عام 1918.

## بولندا في العصور الوسطى المبكرة
See: بولندا في العصور الوسطى المبكرة

### حكام أسطوريون
معظم هؤلاء الحكام ظهروا لأول مرة في السجلات التاريخية من القرن الثالث عشر.
| الاسم | العمر             | بداية الحكم       | نهاية الحكم         | ملاحظات | العائلة                     | الصورة |
| --- | ----------------- | ----------------- | ------------------- | --- | --------------------------- | ------ |
| ليخ | القرن 6           | القرن 6           | القرن 6             | Legendary founder of the بولنديون | Lechites (Tribe)            |        |
| Krakus I ‏ - Krak | القرن 8           | القرن 8           | القرن 8             | Legendary founder of كراكوف | Lechites (Tribe)            |        |
| Krakus II - Krak II | القرن 8           | القرن 8           | القرن 8             | According to the legend, he ruled in Kraków | Lechites (Tribe)            |        |
| Lech II | القرن 8           | القرن 8           | القرن 8             | According to the legend, he ruled in Kraków | Lechites (Tribe)            |        |
| Wanda - Wąda | القرن 8           | القرن 8           | القرن 8             | Legendary daughter of Krakus | Lechites (Tribe)            |        |
| Leszko I - Leszek I - الدوق                                                                                            | ما بين القرن 7 و8 | ما بين القرن 7 و8 | 7th / 8th centuries | A legendary ruler of the West Slavic ("proto-Polish") tribe of Goplans and Polans                                                                                              | Goplans and Polans (Tribes) |        |
| Leszko II - Leszek II - الدوق                                                                                          | القرن 8           | القرن 8           | القرن 8             | A legendary الدوق of Polans | Popielids                   |        |
| Leszko III - Leszek III - الدوق                                                                                        | القرن 8           | القرن 8           | القرن 8             | A legendary الدوق of Polans | Popielids                   |        |
| Popiel I - الدوق | القرن 8           | القرن 8           | القرن 8             | A legendary الدوق of Polans | Popielids                   |        |
| Popiel II - الدوق | القرن 9           | القرن 9           | القرن 9             | A legendary ruler dethroned by Piast. He appears (without the number) in the oldest Polish chronicle, Gesta principum Polonorum from the early XII century                     | Popielids                   |        |
| Piast the Wheelwright - (بالبولندية: Piast Kołodziej) (باللاتينية: Past Ckosisconis, Pazt filius Chosisconisu) - الدوق | القرن 9           | القرن 9           | القرن 9             | A legendary founder of the Piast dynasty Son of Chościsko, father of Siemowit. He appears in the oldest Polish chronicle, Gesta principum Polonorum from the early XII century | سلالة بياست                 |        |

### شبه أسطوري
يُعرف الثلاثة المباشرون لميشكو الأول فقط من حساب جالوس أنوموس، الذي كتب أقدم سجلات بولندا ، Gesta principum Polonorum في بداية القرن الثاني عشر. على الرغم من أن تاريخيتهم كانت موضع نقاش في السابق، إلا أن المؤرخين يميلون الآن إلى اعتبارهم حكامًا موجودة بالفعل.
| الاسم                           | العمر              | بداية الحكم        | نهاية الحكم        | ملاحظات                                   | العائلة     | الصورة |
| ------------------------------- | ------------------ | ------------------ | ------------------ | ----------------------------------------- | ----------- | ------ |
| Siemowit - Ziemowit - الدوق     | القرن 9            | القرن 9            | القرن 9            | Son of Piast the Wheelwright and Rzepicha | سلالة بياست |        |
| Lestek - Leszek, Lestko - الدوق | ما بين القرن 9 و10 | ما بين القرن 9 و10 | ما بين القرن 9 و10 | Son of Siemowit                           | سلالة بياست |        |
| Siemomysł - Ziemomysł - الدوق   | القرن 10           | القرن 10           | القرن 10           | Son of Lestek                             | سلالة بياست |        |

## ملوك بولندا التاريخيون

### سلالة بياست
| الاسم                                                                                        | العمر                                           | بداية الحكم                   | نهاية الحكم                             | ملاحظات | العائلة     | الصورة |
| -------------------------------------------------------------------------------------------- | ----------------------------------------------- | ----------------------------- | --------------------------------------- | --- | ----------- | ------ |
| ميشكو الأول - الدوق                                                                          | حوالي. 940 – 25 مايو 992                        | حوالي. 960                    | 992                                     | Son of Siemomysł First Christian Polish monarch Misico, dux Wandalorum                                        | سلالة بياست |        |
| بوليسلاف الأول شروبري - Bolesław I the Great (بالبولندية: Bolesław I Chrobry (Wielki)) - ملك | 967 – 17 يونيو 1025                             | الدوق: 992 ملك: 18 أبريل 1025 | الدوق: 18 أبريل 1025 ملك: 17 يونيو 1025 | Son of Mieszko I and Dobrawa بوهيميا First to be crowned ملك Regnum Sclavorum, Gothorum sive Polonorum        | سلالة بياست |        |
| ميشكة الثاني ‏ - ملك                                                                          | حوالي. 990 – 10/11 مايو 1034                    | 1025                          | 1031                                    | Son of Bolesław I and Emnilda of Lusatia                                                                      | سلالة بياست |        |
| Bezprym - الدوق                                                                              | حوالي. 986–1032                                 | 1031                          | 1032                                    | Son of Bolesław I and Judith of Hungary                                                                       | سلالة بياست |        |
| Otto Bolesławowic - الدوق                                                                    | 1000–1033                                       | 1032                          | 1032                                    | Son of Bolesław I and Emnilda                                                                                 | سلالة بياست |        |
| Dytryk - Theoderick - الدوق                                                                  | بعد 992 – بعد 1032                              | 1032                          | 1032 /1033                              | Grandson of Mieszko I and Oda of Haldensleben                                                                 | سلالة بياست |        |
| ميشكة الثاني ‏ - الدوق                                                                        | حوالي. 990 – 10/11 مايو 1034                    | 1032                          | 1034                                    | Restored | سلالة بياست |        |
| Bolesław the Forgotten - (بالبولندية: Bolesław Zapomniany) - الدوق                           | قبل 1016 – 1038 أو 1039                         | 1034                          | 1038 /1039                              | Semi-legendary, existence disputed                                                                            | سلالة بياست |        |
| Casimir I the Restorer - (بالبولندية: Kazimierz I Odnowiciel) - الدوق                        | 25 يونيو 1016 – 28 نوفمبر 1058 (42 سنة)         | 1039                          | 1058                                    | Son of Mieszko II and Richeza of Lotharingia                                                                  | سلالة بياست |        |
| Bolesław II the Generous - (بالبولندية: Bolesław II Szczodry) - ملك                          | حوالي. 1041 أو 1042 – 2 أو 3 أبريل 1081 أو 1082 | الدوق: 1058 ملك: 1076         | الدوق: 1076 ملك: 1079                   | Son of Kazimierz I and Maria Dobroniega of Kiev                                                               | سلالة بياست |        |
| فلاديسلاف آي هيرمان - الدوق                                                                  | حوالي. 1044 – 4 يونيو 1102                      | 1079                          | 1102                                    | Son of Kazimierz I and Maria Dobroniega                                                                       | سلالة بياست |        |
| Zbigniew - Zbygniew - الدوق                                                                  | حوالي. 1073 – 8 يوليو 1113                      | 1102                          | 1107                                    | Son of Władysław I and Przecława of Prawdzic coat of arms (disputed) First jointly with Władysław I 1098-1102 | سلالة بياست |        |
| بوليسلاف الثالث - (بالبولندية: Bolesław III Krzywousty) - الدوق                              | 20 أغسطس 1086 – 28 أكتوبر 1138 (52 سنة)         | 1107                          | 1138                                    | Son of Władysław I and Judith بوهيميا First jointly with Władysław 1098-1102 Introduced senioral principle ‏   | سلالة بياست |        |

### تجزئة المملكة (1138-1320)

#### الدوق الأكبر من آل بياست
| الاسم                                                                                             | العمر                          | بداية الحكم | نهاية الحكم | ملاحظات | العائلة     | الصورة |
| ------------------------------------------------------------------------------------------------- | ------------------------------ | ----------- | ----------- | --- | ----------- | ------ |
| لادسلاة الثاني ‏ - (بالبولندية: Władysław II Wygnaniec) - الدوق الأكبر Supreme Prince              | 1105 – 30 مايو 1159            | 1138        | 1146        | Son of Bolesław III and Zbyslava of Kiev أيضا: دوق سيليزيا Exiled by his brothers                                                    | سلالة بياست |        |
| Bolesław IV the Curly - (بالبولندية: Bolesław Kędzierzawy) - الدوق الأكبر Supreme Prince          | حوالي. 1125 – 5 يناير 1173     | 1146        | 1173        | Son of Bolesław III and Salomea of Berg أيضا: الدوق of Masovia                                                                       | سلالة بياست |        |
| ميشكو الثالث القديم - (بالبولندية: Mieszko III Stary) - الدوق الأكبر Supreme Prince               | حوالي. 1127 – 13 مارس 1202     | 1173        | 1177        | Son of Bolesław III and Salomea أيضا: الدوق of بولندا الكبرى                                                                         | سلالة بياست |        |
| كازيمير الثاني جود جاست - (بالبولندية: Kazimierz II Sprawiedliwy) - الدوق الأكبر Supreme Prince   | حوالي. 1138 – 5 مايو 1194      | 1177        | 1190        | Son of Bolesław III and Salomea أيضا: الدوق of Wiślica and Sandomierz                                                                | سلالة بياست |        |
| ميشكو الثالث القديم - (بالبولندية: Mieszko III Stary) - الدوق الأكبر Supreme Prince               | حوالي. 1127 – 13 مارس 1202     | 1190        | 1190        | Restored | سلالة بياست |        |
| كازيمير الثاني جود جاست - (بالبولندية: Kazimierz II Sprawiedliwy) - الدوق الأكبر Supreme Prince   | حوالي. 1138 – 5 مايو 1194      | 1190        | 1194        | Restored | سلالة بياست |        |
| يزيك آي جود وايت ‏ - (بالبولندية: Leszek Biały) - الدوق الأكبر Supreme Prince                      | حوالي. 1186 – 24 نوفمبر 1227   | 1194        | 1198        | Son of Casimir II and Helen of Znojmo أيضا: الدوق of Sandomierz                                                                      | سلالة بياست |        |
| ميشكو الثالث القديم - (بالبولندية: Mieszko III Stary) - الدوق الأكبر Supreme Prince               | حوالي. 1127 – 13 مارس 1202     | 1198        | 1199        | Restored | سلالة بياست |        |
| يزيك آي جود وايت ‏ - (بالبولندية: Leszek Biały) - الدوق الأكبر Supreme Prince                      | حوالي. 1186 – 24 نوفمبر 1227   | 1199        | 1199        | Restored | سلالة بياست |        |
| ميشكو الثالث القديم - (بالبولندية: Mieszko III Stary) - الدوق الأكبر Supreme Prince               | حوالي. 1127 – 13 مارس 1202     | 1199        | 1202        | Restored | سلالة بياست |        |
| Władysław III Spindleshanks - (بالبولندية: Władysław III Laskonogi) - الدوق الأكبر Supreme Prince | حوالي. 1161/66 – 3 نوفمبر 1231 | 1202        | 1202        | Son of Mieszko III and Eudoxia of Kiev أيضا: الدوق of بولندا الكبرى                                                                  | سلالة بياست |        |
| يزيك آي جود وايت ‏ - (بالبولندية: Leszek Biały) - الدوق الأكبر Supreme Prince                      | حوالي. 1186 – 24 نوفمبر 1227   | 1202        | 1210        | Restored | سلالة بياست |        |
| Mieszko IV Tanglefoot - (بالبولندية: Mieszko I Plątonogi) - الدوق الأكبر Supreme Prince           | حوالي. 1130 – 16 مايو 1211     | 1210        | 1211        | Son of Władysław II and أغنيس البابنبرغية أيضا: دوق سيليزيا                                                                          | سلالة بياست |        |
| يزيك آي جود وايت ‏ - (بالبولندية: Leszek Biały) - الدوق الأكبر Supreme Prince                      | حوالي. 1186 – 24 نوفمبر 1227   | 1211        | 1225        | Restored | سلالة بياست |        |
| Henryk I the Bearded - (بالبولندية: Henryk I Brodaty) - الدوق الأكبر Supreme Prince               | حوالي. 1165 – 19 مارس 1238     | 1225        | 1225        | Grandson of Władysław II, son of Bolesław I the Tall and Krystyna أيضا: دوق سيليزيا                                                  | سلالة بياست |        |
| يزيك آي جود وايت ‏ - (بالبولندية: Leszek Biały) - الدوق الأكبر Supreme Prince                      | حوالي. 1186 – 24 نوفمبر 1227   | 1225        | 1227        | Restored Assassinated | سلالة بياست |        |
| Władysław III Spindleshanks - (بالبولندية: Władysław III Laskonogi) - الدوق الأكبر Supreme Prince | حوالي. 1161/66 – 3 نوفمبر 1231 | 1227        | 1229        | Restored | سلالة بياست |        |
| Konrad I of Masovia - (بالبولندية: Konrad I Mazowiecki) - الدوق الأكبر Supreme Prince             | حوالي. 1187/88 – 31 أغسطس 1247 | 1229        | 1232        | Son of Kazimierz II and Helen of Znojmo أيضا: الدوق of Masovia                                                                       | سلالة بياست |        |
| Henryk I the Bearded - (بالبولندية: Henryk I Brodaty) - الدوق الأكبر Supreme Prince               | حوالي. 1165 – 19 مارس 1238     | 1232        | 1238        | Restored | سلالة بياست |        |
| Henryk II the Pious - (بالبولندية: Henryk II Pobożny) - الدوق الأكبر Supreme Prince               | حوالي. 1196 – 9 أبريل 1241     | 1238        | 1241        | Son of Henry I and Saint Hedwig of Andechs (Saint Hedwig of Silesia) Slso الدوق of Wroclaw and بولندا الكبرى Fell at معركة لغنيتسا   | سلالة بياست |        |
| Bolesław II the Horned ‏ - Bolesław II Rogatka - الدوق الأكبر Supreme Prince                       | حوالي. 1220–1225               | 1241        | 1241        | Son of Henry II and Anne بوهيميا أيضا: دوق سيليزيا                                                                                   | سلالة بياست |        |
| Konrad I of Masovia - (بالبولندية: Konrad I Mazowiecki) - الدوق الأكبر Supreme Prince             | حوالي. 1187/88 – 31 أغسطس 1247 | 1241        | 1243        | Restored | سلالة بياست |        |
| Bolesław V the Chaste - (بالبولندية: Bolesław Wstydliwy) - الدوق الأكبر Supreme Prince            | 21 يونيو 1226 – 7 ديسمبر 1279  | 1243        | 1279        | Son of Leszek the White and Grzymislawa of Luck                                                                                      | سلالة بياست |        |
| Leszek II the Black - (بالبولندية: Leszek Czarny) - الدوق الأكبر Supreme Prince                   | حوالي. 1241 – 30 سبتمبر 1288   | 1279        | 1288        | Paternal grandson of Konrad I of Masovia Maternal grandson of Henry II Son of Casimir I of Kuyavia and Constance of Wrocław          | سلالة بياست |        |
| Bolesław II of Masovia - Boleslaw II of Płock - الدوق الأكبر Supreme Prince                       | حوالي. 1251 – 20 أبريل 1313    | 1288        | 1288        | Grandson of Konrad I of Masovia الدوق of Masovia                                                                                     | سلالة بياست |        |
| Henryk IV Probus - (بالبولندية: Henryk IV Prawy) - الدوق الأكبر Supreme Prince                    | حوالي. 1257/58 – 23 يونيو 1290 | 1288        | 1289        | Paternal grandson of Henryk II Maternal grandson of Konrad I Son of Henry III the White and Judyta of Masovia الدوق of Lower Silesia | سلالة بياست |        |
| Bolesław II of Masovia - Boleslaw II of Płock - الدوق الأكبر Supreme Prince                       | حوالي. 1251 – 20 أبريل 1313    | 1289        | 1289        | Restored | سلالة بياست |        |
| فواديسواف الأول - (بالبولندية: Władysław I Łokietek) - الدوق الأكبر Supreme Prince                | 1261 – 2 مارس 1333             | 1289        | 1289        | Grandson of Konrad I of Masovia Son of Kazimierz I of Kujawia and Euphrosyne of Opole                                                | سلالة بياست |        |
| Henryk IV Probus - (بالبولندية: Henryk IV Prawy) - الدوق الأكبر Supreme Prince                    | حوالي. 1257/58 – 23 يونيو 1290 | 1289        | 1290        | Restored | سلالة بياست |        |

#### محاولات إعادة التوحيد وعهدي برزيميسو الثاني وفاسلاف الثاني (1232-1305)

##### ملوك من آل بياست
| الاسم                                         | العمر                                   | بداية الحكم                  | نهاية الحكم                  | ملاحظات | العائلة     | الصورة |
| --------------------------------------------- | --------------------------------------- | ---------------------------- | ---------------------------- | --- | ----------- | ------ |
| برزيميسو الثاني - Premyslas, Premislaus - ملك | 14 أكتوبر 1257 – 8 فبراير 1296 (38 سنة) | الدوق الأكبر: 1290 ملك: 1295 | الدوق الأكبر: 1291 ملك: 1296 | Grandson of Henryk II Son of Przemysł I and Elisabeth of Wrocław أيضا: دوق بوزنان وبولندا الكبرى وبوميرانيا | سلالة بياست |        |

##### أسرة برميسل
| الاسم                                                             | العمر                                   | بداية الحكم                  | نهاية الحكم                  | ملاحظات | العائلة         | الصورة |
| ----------------------------------------------------------------- | --------------------------------------- | ---------------------------- | ---------------------------- | --- | --------------- | ------ |
| فاكلاف الثاني ملك بوهيميا - (بالبولندية: Wacław II Czeski) - ملك  | 27 سبتمبر 1271 – 21 يونيو 1305 (33 سنة) | الدوق الأكبر: 1291 ملك: 1300 | الدوق الأكبر: 1300 ملك: 1305 | Son of أوتوكار الثاني and كونيغوندا من سلافونيا Married Przemysł II's daughter إليزابيث ريتشيزا من بولندا أيضا: ملك بوهيميا | سلالة Přemyslid |        |
| فاكلاف الثالث ملك بوهيميا - (بالبولندية: Wacław III Czeski) - ملك | 6 أكتوبر 1289 – 4 أغسطس 1306 (16 سنة)   | 1305                         | 1306                         | Son of Wenceslaus II and جوديث دي هابسبورغ Uncrowned Assassinated                                                           | سلالة Přemyslid |        |

### مملكة بولندا الموحدة، 1314–1569

#### ملوك من آل بياست
| الاسم                                                            | العمر                                  | بداية الحكم | نهاية الحكم | ملاحظات                                                                                                 | العائلة     | الصورة |
| ---------------------------------------------------------------- | -------------------------------------- | ----------- | ----------- | --- | ----------- | ------ |
| فواديسواف الأول - (بالبولندية: Władysław I Łokietek) - ملك       | 1261 – 2 مارس 1333                     | 1320        | 1333        | إعادة توحيد مملكة بولندا                                                                                | سلالة بياست |        |
| كازيمير الثالث الأعظم - (بالبولندية: Kazimierz III Wielki) - ملك | 30 أبريل 1310 – 5 نوفمبر 1370 (60 سنة) | 1333        | 1370        | Son of Władysław I the Elbow-high and Jadwiga of Kalisz Regarded as one of the greatest Polish monarchs | سلالة بياست |        |

#### أسرة أنجو
| الاسم                                                | العمر                                 | بداية الحكم    | نهاية الحكم   | ملاحظات | العائلة            | الصورة |
| ---------------------------------------------------- | ------------------------------------- | -------------- | ------------- | --- | ------------------ | ------ |
| لودفيك العظيم - (بالبولندية: Ludwik Węgierski) - ملك | 5 مارس 1326 – 10 سبتمبر 1382 (56 سنة) | 1370           | 1382          | Son of كارولي الأول ملك المجر وإليزابيث من بولندا Nephew of Casimir III Elected ملك and crowned on 17 نوفمبر أيضا: ملك of Hungary | آل أنجو الكابيتيون |        |
| جادويغا - (بالبولندية: Jadwiga Andegaweńska) - ملك   | 1373/4 – 17 يوليو 1399                | 16 أكتوبر 1384 | 17 يوليو 1399 | Daughter of Louis I and إليزابيث من البوسنة Crowned ملك, 1384 Reigned jointly with her husband يوغيلا from 1386                   | آل أنجو الكابيتيون |        |

#### ملوك سلالة ياغيلون
| الاسم                                                                 | العمر                                    | بداية الحكم    | نهاية الحكم    | ملاحظات | العائلة       | الصورة |
| --------------------------------------------------------------------- | ---------------------------------------- | -------------- | -------------- | --- | ------------- | ------ |
| يوغيلا - ملك                                                          | حوالي. 1351/1362 – 1 يونيو 1434          | 4 مارس 1386    | 1 يونيو 1434   | Son of ألجيرداس of Lithuania and أوليانا التفيرية قائمة حكام ليتوانيا, 1377-1434 Reigned jointly with his wife Jadwiga till 1399 The longest-reigning ملك بولندا                                                                      | سلالة ياغيلون |        |
| فلاديسلاف الثالث - Władysław III of Varna, Władysław Warneńczyk - ملك | 31 أكتوبر 1424 – 10 نوفمبر 1444 (20 سنة) | 25 يوليو 1434  | 10 نوفمبر 1444 | Son of يوغيلا and صوفيا من هالشاني أيضا: ملك of Hungary, as Ulászló I Fell at معركة فارنا, in بلغاريا, hence called "of فارنا" | سلالة ياغيلون |        |
| كازيمير الرابع - Kazimierz IV Jagiellończyk - ملك                     | 30 نوفمبر 1427 - 7 يونيو 1492 (64 سنة)   | 25 يونيو 1447  | 7 يونيو 1492   | Son of Władysław II and Sophia of Halshany أيضا: Grand الدوق of Lithuania, 1440–92 His successful reign ended in the final destruction of the فرسان تيوتون                                                                            | سلالة ياغيلون |        |
| يان الأول ألبرت - Jan I Olbracht - ملك                                | 27 ديسمبر 1459 – 17 يونيو 1501 (41 سنة)  | 23 سبتمبر 1492 | 16 يونيو 1501  | Son of Casimir IV and إليزابيث من النمسا، ملكة بولندا | سلالة ياغيلون |        |
| ألكسندر ياغيلون - Aleksander I Jagiellończyk - ملك                    | 5 أغسطس 1461 – 19 أغسطس 1506 (45 سنة)    | 12 ديسمبر 1501 | 19 أغسطس 1506  | Son of Casimir IV and Elisabeth of Austria أيضا: Grand الدوق of Lithuania 1492-1506 | سلالة ياغيلون |        |
| زغمونت الأول - Zygmunt I Stary - ملك                                  | 1 يناير 1467 – 1 أبريل 1548 (81 سنة)     | 8 ديسمبر 1506  | 1 أبريل 1548   | Son of Casimir IV and Elisabeth of Austria أيضا: Grand الدوق of Lithuania Forced Prussian Homage in 1525 Annexed دوقية مازوفي in 1526 Entered alliance with Maximilian I, Holy Roman Emperor                                          | سلالة ياغيلون |        |
| زغمونت الثاني أوغست - Zygmunt II أغسطس - ملك                          | 1 أغسطس 1520 – 7 يوليو 1572 (51 سنة)     | 1 أبريل 1548   | 7 يوليو 1572   | Son of Sigismund I and بونا سفورزا أيضا: Grand الدوق of Lithuania Replaced the personal union of the ملكdom بولندا and the Grand Duchy of Lithuania with a real union and an elective monarchy (الكومنولث البولندي الليتواني) in 1569 | سلالة ياغيلون |        |

## الكومنولث البولندي الليتواني، 1569–1795
| الاسم                                                           | العمر                                    | بداية الحكم                                               | نهاية الحكم                                         | ملاحظات | العائلة       | الصورة |
| --------------------------------------------------------------- | ---------------------------------------- | --------------------------------------------------------- | --------------------------------------------------- | --- | ------------- | ------ |
| هنري الثالث ملك فرنسا - Henryk Walezy - ملك                     | 19 سبتمبر 1551 – 2 أغسطس 1589 (37 سنة)   | 21 فبراير 1574                                            | 12 مايو 1575                                        | Son of هنري الثاني ملك فرنسا and كاترين دي ميديشي Abandoned the Polish throne three months بعد his coronation in order to become قائمة ملوك فرنسا                                                | آل فالوا      |        |
| آنا ججلون - Anna Jagiellonka - ملك                              | 18 أكتوبر 1523 – 9 سبتمبر 1596 (72 سنة)  | 15 ديسمبر 1575                                            | 12 ديسمبر 1586                                      | Daughter of Sigismund I and Bona Sforza Reigned together with her husband Stephen Báthory | سلالة ياغيلون |        |
| ستيفن باتوري - Stefan Batory - ملك                              | 27 سبتمبر 1533 – 12 ديسمبر 1586 (53 سنة) | 15 ديسمبر 1575                                            | 12 ديسمبر 1586                                      | Son of أسطفان الثامن باتوري and Catherine Telegdi Prince of Transylvania Reigned together with his wife Anna                                                                                     | باتوري        |        |
| سييسموند فاسا - Zygmunt III Waza - ملك                          | 20 يونيو 1566 – 30 أبريل 1632 (65 سنة)   | 18 سبتمبر 1587                                            | 19 أبريل 1632                                       | Grandson of Sigismund I Son of يوهان الثالث and كاثرين ججلون أيضا: ملك السويد 1592-1599, titular ملك 1599–1632 During his reign Polish troops ‏ captured موسكو Moved capital from كراكوف to وارسو | آل فاسا       |        |
| فواديسواف الرابع فاسا - Władysław IV Waza - ملك                 | 9 يونيو 1595 – 20 مايو 1648 (52 سنة)     | 8 نوفمبر 1632                                             | 20 مايو 1648                                        | Son of Sigismund III and آن من النمسا، ملكة بولندا Titular قائمة الحكام الروس 1610–1634, titular ملك of Sweden 1632–1648                                                                         | آل فاسا       |        |
| يان الثاني - Jan II Kazimierz - ملك                             | 22 مارس 1609 – 16 ديسمبر 1672 (63 سنة)   | 20 نوفمبر 1648                                            | 16 سبتمبر 1668                                      | Son of Sigismund III and كونستانس من النمسا Titular ملك of Sweden 1648-1660 Abdicated | آل فاسا       |        |
| ميخاو كوريبوت فيشنوفيتسكي - Michał Korybut Wiśniowiecki - ملك   | 31 مايو 1640 – 10 نوفمبر 1673 (33 سنة)   | 19 يونيو 1669                                             | 10 نوفمبر 1673                                      | Son of a successful but controversial military commander, Jeremi Wiśniowiecki, and Gryzelda Konstancja Zamoyska                                                                                  | Wiśniowiecki  |        |
| يوحنا الثالث سوبياسكي - Jan III Sobieski - ملك                  | 17 أغسطس 1629 – 17 يونيو 1696 (66 سنة)   | 21 مايو 1674                                              | 17 يونيو 1696                                       | Son of Jakub Sobieski and Zofia Teofillia Daniłowicz Most famous for his brilliant victory over the Turks at the معركة فيينا in 1683                                                             | Sobieski      |        |
| أغسطس الثاني القوي - أغسطس II Mocny - ملك                       | 12 مايو 1670 – 1 فبراير 1733 (62 سنة)    | 15 سبتمبر 1697                                            | 16 فبراير 1704 (deposed) 24 سبتمبر 1706 (abdicates) | Son of يوهان غيورغ الثالث، ناخب ساكسونيا and آنا صوفي أميرة الدنمارك انتخابية ساكسونيا as Frederick أغسطسus I, 1694–1733                                                                         | آل فتين       |        |
| ستانيسلاف ليزينسكي - Stanisław I Leszczyński - ملك              | 20 أكتوبر 1677 – 23 فبراير 1766 (88 سنة) | 4 أكتوبر 1705                                             | 8 أغسطس 1709                                        | Son of Rafał Leszczyński ‏ and Anna Jabłonowska ‏ Yielded to أغسطسus II | Leszczyński   |        |
| أغسطس الثاني القوي - أغسطس II Mocny - ملك                       | 12 مايو 1670 – 1 فبراير 1733 (62 سنة)    | 8 أغسطس 1709                                              | 1 فبراير 1733                                       | Restored | آل فتين       |        |
| ستانيسلاف ليزينسكي - Stanisław I Leszczyński - ملك              | 20 أكتوبر 1677 – 23 فبراير 1766 (88 سنة) | 12 سبتمبر 1733                                            | 30 يونيو 1734 (deposed) 27 يناير 1736 (abdicates)   | Restored Defeated in حرب الخلافة البولندية Became قائمة حكام لورين until his death | Leszczyński   |        |
| أغسطس الثالث ملك بولندا - أغسطس III Sas - ملك                   | 17 أكتوبر 1696 – 5 أكتوبر 1763 (66 سنة)  | 17 يناير 1734 (in opposition) 30 يونيو 1734 (effectively) | 5 أكتوبر 1763                                       | Son of أغسطسus II and كريستين ايبرهاردين من براندنبورغ-بايرويت | آل فتين       |        |
| ستانيسواف أغسطس بونياتوفسكي - Stanisław أغسطس Poniatowski - ملك | 17 يناير 1732 – 12 فبراير 1798 (66 سنة)  | 25 نوفمبر 1764                                            | 7 يناير 1795                                        | Son of Stanisław Poniatowski ‏ and Konstancja Czartoryska ‏ Forced to abdicate when the Polish–Lithuanian Commonwealth (A الكومنولث البولندي الليتواني since مايو 3, 1791) ceased to exist         | Poniatowski   |        |

## دوقية وارسو، 1807-1815
| الاسم                                          | العمر                                  | بداية الحكم  | نهاية الحكم  | ملاحظات | العائلة | الصورة |
| ---------------------------------------------- | -------------------------------------- | ------------ | ------------ | --- | ------- | ------ |
| فريدريش أغسطس الأول - Fryderyk أغسطس I - الدوق | 23 ديسمبر 1750 – 5 مايو 1827 (aged 76) | 9 يونيو 1807 | 22 مايو 1815 | Son of فريدرش كريستيان ناخب ساكسونيا and دوقة ماريا أنطونيا من بافاريا ملك بولندا Designated as a ملك بولندا by General Confederation of the ملكdom بولندا, 1812. | آل فتين |        |